# Busnes
Busnes är en kommun i departementet Pas-de-Calais i regionen Hauts-de-France i norra Frankrike. Kommunen ligger i kantonen Lillers som tillhör arrondissementet Béthune. År 2022 hade Busnes 1 242 invånare.

## Befolkningsutveckling
Antalet invånare i kommunen Busnes
| Referens: INSEE |